# Burgstraße 34

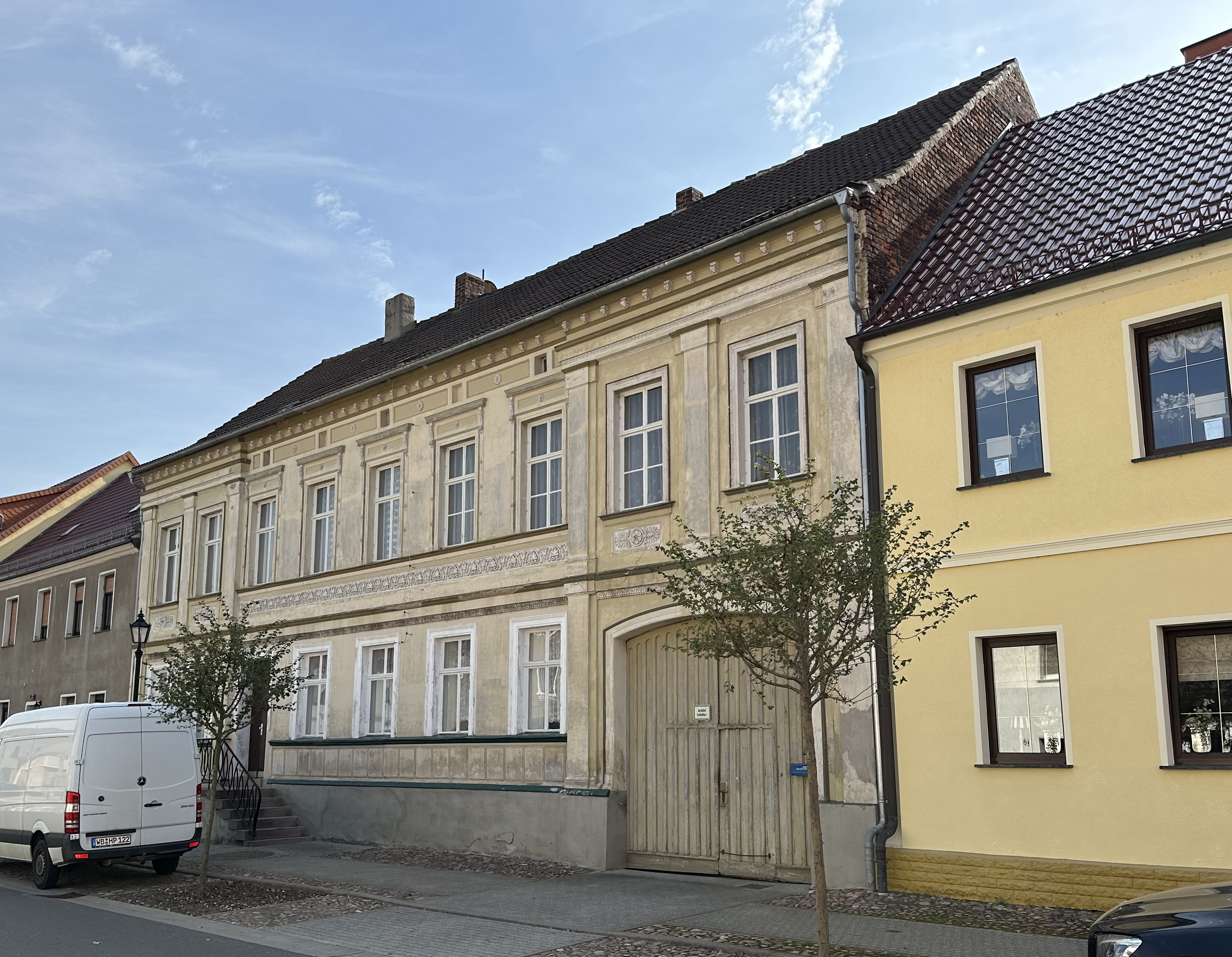
Wohnhaus Burgstraße 34 im Jahr 2023

Das Haus Burgstraße 34 ist ein denkmalgeschütztes Wohnhaus in der Stadt Kemberg in Sachsen-Anhalt.

## Lage
Das Gebäude befindet sich im südlichen Teil von Kemberg auf der Südseite der Burgstraße.

## Architektur und Geschichte
Das zweigeschossige Ackerbürgerhaus wurde im Jahr 1873 auf einem hohen Sockel erbaut und ist künstlerisch anspruchsvoll im Stil des Spätklassizismus gestaltet. Die neunachsige verputzte Fassade ist üppig mit Stuck verziert. In der dritten Achse von links befindet sich der über eine Freitreppe erreichbare Hauseingang. In den beiden Achsen auf der äußerst rechten Seite ist eine Hausdurchfahrt angeordnet. Bedeckt ist das Haus mit einem flachen Satteldach.
Im Denkmalverzeichnis des Landes Sachsen-Anhalt ist das Ackerbürgerhaus unter der Erfassungsnummer 094 35593 als Baudenkmal verzeichnet. Es gilt als besonders gelungenes Beispiel für den klassizistischen Wohnhausbau in der Region.